# Accountingmanager
Een accountingmanager (niet te verwarren met een accountmanager) is in een organisatie verantwoordelijk voor financial accounting en management accounting, ook wel externe en interne verslaggeving genoemd.

## Accounting
Accounting is een breed begrip, waaronder de boekhouding, debiteuren- en crediteurenadministratie en jaarverslaggeving vallen.
De Angelsaksische term (management) accountant heeft een soortgelijke betekenis, maar in het Nederlands betekent de term accountant meestal iets anders, namelijk degene die de boeken controleert. Deze voert dan de titel RA of AA.

## Controlling
Controlling maakt vaak gebruik van gegevens uit de accounting. Een controller is meestal verantwoordelijk voor de controlling (proces), waaronder planning & control en management-informatievoorziening kan vallen.
Een controller die is ingeschreven in het register van de Vereniging van Registercontrollers (VRC) mag de titel RC voeren. Een accountingmanager - controller die is ingeschreven in het register van de Stichting Register AC (SRAC) mag de titel AC voeren.